# 慈义站
慈义站位于江西省景德镇市昌江区鲇鱼山镇慈义村，有皖赣铁路经过。车站站房面积338平方米，仅办理列车通过、停靠作业，但每日有一对来往景德镇和南昌的旅客列车在该站办理通勤乘降业务